# Forests del Delta del Níger
Els Forests del Delta del Níger és una ecorregió que s'inclou en un triangle que té el seu cim nord a la ciutat d'Aboh, al riu Níger.

## Territori
El riu Benín voreja la frontera occidental, on aquesta ecoregió dona pas a les Forests de Terres Baixes de Nigèria. El riu Imo, en canvi, marca la seva frontera oriental, més enllà de la qual es troba l'ecoregió del Bosc de Transició de Cross-Niger, que desapareix gairebé completament. Al llarg del seu extrem sud, els Boscos de Pantans del delta del Níger estan separats de l'oceà Atlàntic per una banda de manglars, que pot arribar fins a 10 km cap a l'interior. Davant del cinturó de manglars, a prop del mar, hi ha una sèrie d'illes de barrera efímeres, sovint envoltades de vegetació de transició. La superfície total de l'ecoregió és d'uns 15.000 km², repartits entre tres estats de la República Federal de Nigèria, Rivers, Bayelsa i Delta. El clima del delta del Níger es caracteritza per una llarga temporada de pluges que dura de març a abril fins a octubre.

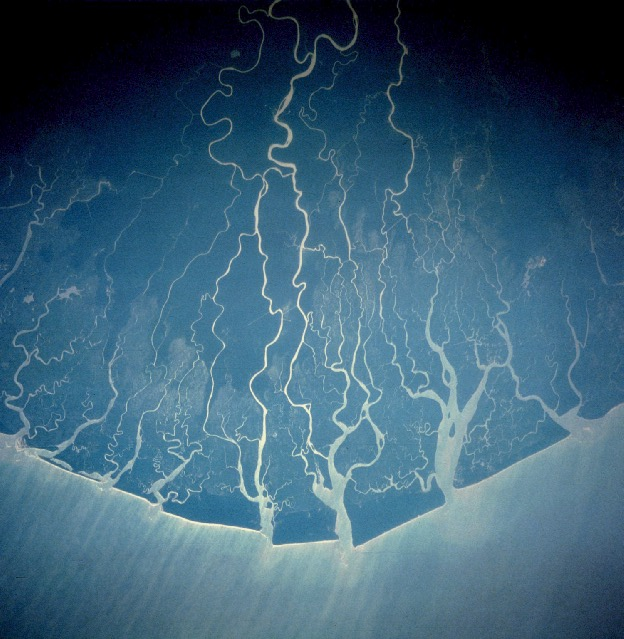
Fotografia de satèl·lit del Delta del Níger

La precipitació augmenta cap al sud, passant de 2500 mm per any a la regió delta del nord a uns 4.000 a la franja costanera, una de les regions més humides de tota Àfrica. La temporada humida arriba al màxim al juliol, i només els mesos secs són gener i febrer. No obstant això, fins i tot durant aquest període sec al delta cauen 150 mm de pluja de mitjana cada mes. La humitat relativa rarament cau per sota del 60% i oscil·la entre el 90 i el 100% durant la major part de l'any. Durant la major part de la temporada de pluges, els núvols enfosqueixen el cel gairebé contínuament, de manera que durant tot l'any les hores de sol són al voltant de 1500 i la temperatura és gairebé constantment al voltant dels 28 °C.

## Flora
El bosc pantanós es pot dividir en tres zones en funció de les condicions hidrològiques; cada àrea sembla donar suport a la seva pròpia flora i fauna. La primera àrea és la del bosc inundat, una zona que varia molt segons les estacions. Durant la temporada seca, el sòl està sec, a excepció de les branques delta permanents i alguns llacs. Durant la temporada de pluges, en canvi, el nivell de l'aigua comença a augmentar lentament, i el bosc sembla estar completament inundat d'octubre a desembre, durant la inundació del Níger. Algunes de les espècies arbòries més habituals són: Lophira alata, Pycnanthus angolensis, Ricinodendron heudelotii, Sacoglottis gabonensis, Uapaca spp., Fleroya ledermannii, Albizia adianthifolia, Irvingia gabonensis, Klainedoxa gabonensis, Treculia africana i Ficus vogeliana. La palmera d'oli (Elaeis guineensis) és bastant freqüent i el sotabosc sovint està dominat pels rattans (per exemple, Calamus deerratus). La segona zona consta dels dos costats marginals del delta, permanentment secs, orientals (més estrets) i occidentals (més amples). La tercera i última zona, en canvi, és la zona central del delta, travessada per les branques més antigues del delta: no s'inunda massa sovint i no es veu afectada per les marees, per la qual cosa és una regió amb unes condicions bastant estables, fenomen que també s'ha examinat més àmpliament pels estudiosos. El sòl és sempre pantanós i el bosc està dominat per les següents espècies: Euphorbiaceae (Uapaca spp., Klaineanthus gabonii, Anthostema aubryanum, Macaranga spp.), Annonaceae (Xylopia spp., Hexalobus crispiflorus), Guttiferae (Symphonia globulifera, Pentadesma butyracea).), Rubiaceae (Fleroya ledermannii, Rothmannia spp.), Myristicaceae (Coelocaryon preussii, Pycnanthus angolensis) i Ctenolophonaceae (Ctenolophon englerianus). L'alçada mitjana del bosc és de 20–25 m, però de vegades sobresurt a la volta sota els arbres emergents fins a 35–40 m d'alçada. Els arbres emergents inclouen Lophira alata, Sacoglottis gabonensis, Irvingia gabonensis i Klainedoxa gabonensis a les regions més seques, i Alstonia boonei i Ctenolophon englerianus a les zones més humides. Més avall, la capa arbustiva està dominada per Diospyros preussii, Ouratea spp., Massularia acuminata, Monodora myristica, Homalium spp. i Alchornea cordifolia. El sòl del bosc està cobert de petites palmeres (Eremospatha i Podococcus spp.) I membres de les famílies Marantaceae i Zingiberaceae.

## Fauna
A la zona del delta del Níger hi ha espècies típiques d'Antiga i de Baixa Guinea. L'única espècie endèmica entre mamífers és el còlob vermell del delta del Níger (Piliocolobus epieni). Altres primats inclouen el cercopithecus de panxa vermella (Cercopithecus erythrogaster), el Cercopitec de Sclater (Cercopithecus sclateri) i el ximpanzé comú (Pan troglodytes). També són presents a la zona l'hipopòtam nan molt rar (Choeropsis liberaensis), l'elefant africà (Loxodonta africana), el duiquer de front negre (Cephalophus nigrifrons), la geneta crestada (Genetta cristata), l'Idiurus (Idiurus spp.) i el petit esquirol verd, (Paraxerus poensis)

## Conservació

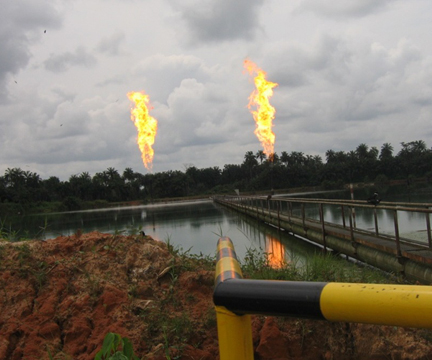
Canonades i flamerades de gas natural en el Delta del Níger

No hi ha àrees protegides i l'augment de la població, l'expansió de la xarxa viària i l'explotació del petroli posen en risc la supervivència dels boscos del delta del Níger.

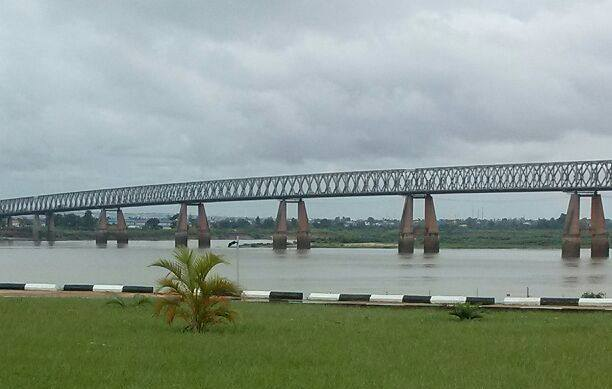
Pont sobre el riu Níger, a la ciutat d'Onitsha, inaugurat l'any 1965